# XB-16 (航空機)
マーティン XB-16は、1930年代にアメリカ陸軍航空隊の発注により、マーチン社が計画していた爆撃機。陸軍航空隊の要求水準に満たない可能性が高かったため、機体デザイン中にキャンセルされた。

## 概要
1934年4月にアメリカ陸軍は、マーチン社に対し 2,500 lb (1,134 kg)の爆弾を搭載でき、5,000 マイル (8,045 km)の航続距離がある爆撃機を発注した。マーチン社はモデル145でもってこれにこたえ、XB-16と呼称された。XB-16は4基の液冷アリソン V-1710エンジンを搭載する計画であり、これは空冷が主流であった当時の標準を超えるものであった。
1935年に再設計され、当初の計画では全幅が42.7mであったが、52.7mに拡大している。この大きさはB-29を超えるものであった。また、エンジンは主翼の前縁に4基が索引式に、2基が後縁に推進式に、計6基のエンジンが取り付けることとなっていた。機体デザインも斬新であり、2基のブームと双垂直尾翼を持つ機体（後のP-38に似た形状）であった。
結局、低速や大型過ぎることを理由に陸軍からキャンセルされ、製造はされなかった。

## 要目(1935年計画値)
- 乗員：11名
- 全長：35.0 m
- 全幅：52.7 m
- 空虚重量：47,573 kg
- エンジン：Allison V-1710液冷エンジン（850馬力）6基
- 最大速度：310 km/h
- 巡航速度：230 km/h
- 戦闘半径：5,300 km